# Павлово (Кудеверская волость)
Павлово — деревня на юго-западе Бежаницкого района Псковской области. Входит в состав сельского поселения Кудеверская волость.
Расположена на Бежаницкой возвышенности, на южном берегу Кудеверского озера, в 1 км к востоку от волостного центра Кудеверь и в 46 км к юго-западу от райцентра Бежаницы.
Численность населения деревни по состоянию на 2000 год составляла 26 жителей.